# Cherokee City
Cherokee City è un census-designated place (CDP) degli Stati Uniti d'America, situato in Arkansas, nella contea di Benton. Secondo il censimento del 2020 gli abitanti di Cherokee City ammontavano a 73.
Il Coon Creek Bridge di Cherokee City è stato inserito nel National Register of Historic Places.

## Storia
Un ufficio postale con il nome Cherokee City fu aperto nel 1871 e rimase attivo fino al 1953.